# Santelisa Vale
Santelisa Vale foi uma empresa brasileira produtora de bioetanol.
A empresa foi criada em 2007 por meio da fusão da Cia. Energética Santa Elisa e da Cia. Açucareira Vale do Rosário e atualmente é a segunda maior empresa do ramo atrás da Cosan, tendo planos de expandir sua capacidade de moagem para 35 milhões toneladas até 2010. Em 7 de janeiro de 2008 o BNDESPar passou a integrar o quadro de sócios da empresa com um investimento de 150 milhões de reais
Recentemente o grupo recebeu um novo sócio estrangeiro, a Louis Dreyfus, que com uma grande injeção de recursos estimada em R$ 800 milhões passou a deter  controle acionário do grupo com 60% de participação.